# Улан-Зуха (река, теряется в урочище Цаган-Усн)
Улан-Зуха (калм. Улан Зуух) — река в Яшкульском районе Республики Калмыкия.
Длина реки — 23 км. Согласно сведениям, включённым в Схему комплексного использования и охраны водных объектов бессточных районов междуречья Терека, Дона и Волги — 102,6 км. Площадь водосборного бассейна — 682 км². Относится к Западно-Каспийскому бассейновому округу.

## Этимология
Название балки является двусоставным.
Слово калм. Улан является прилагательным с основным значением «красный, алый; румяный». Слово «улан», вероятно, связано с цветом грунта. Вторая часть названия является искажением от калм. Зуух — существительного, имеющего в монгольских языках значения «печь, печка; очаг; яма для разведения огня».
Авторами статьи «Топонимы в фольклорном контексте калмыков» топоним Улан-Зуух переведён как «красное русло».

## Физико-географическая характеристика
Река Улан-Зуха берёт начало в пределах Ергенинской возвышенности слиянием рек Бурата-Сала и Шарын-Сала. От истока и до посёлка Улан Зуух течёт преимущественно с запада на восток, ниже постепенно поворачивает на юго-восток. Теряется в урочище Цаган-Усн.
Как и других рек бессточной области Западно-Каспийского бассейна, основная роль в формировании стока реки Улан-Зуха принадлежит осадкам, выпадающим в холодную часть года. Вследствие значительно испарения в весенне-летний период роль дождевого питания невелика. Как правило, весь сток проходит весной в течение 30 — 50 дней, иногда этот срок сокращается до 10 дней.
Среднегодовой расход воды — 0,12 м³/с. Объём годового стока — 3,86 млн м³.
По степени минерализации вода реки оценивается как сильно солоноватая. Минерализация воды — 7,2 г/л, мутность — 41 мг/л. Забор воды из реки не осуществляется. По степени загрязнения оценивается как грязная, не пригодная для хозяйственно-питьевого, бытового и рекреационного использования. Использование в промышленных целях затруднительно.
Ниже трассы Черноземельского магистрального канала подпитывается водами Черноземельской оросительно-обводнительной системы